# Eugen Köngeter

Eugen Köngeter

Eugen Köngeter (* 30. August 1880 in Stuttgart; † 25. Juli 1945 in Düsseldorf) war ein deutscher Kaufmann und Politiker (DVP).

## Leben und Wirken
Eugen Köngeter besuchte die Oberrealschule und das Realgymnasium in Stuttgart. Von 1897 bis 1898 leistete er seinen Militärdienst in Stuttgart ab. Es folgte eine kaufmännische Ausbildung im In- und Ausland. 1903 wurde er Prokurist des Röhrensyndikats in Düsseldorf. 1906 wurde er kaufmännischer Direktor und Vorstandsmitglied der damaligen AG Lauchhammer (Mitteldeutsche Stahlwerke). 1912 wurde er kaufmännischer Generaldirektor dieser Gesellschaft. Am Ersten Weltkrieg nahm er ab August 1914 als Landwehroffizier teil. 1917 wurde Köngeter in die Berliner Kriegsrohstoffabteilung unter Walther Rathenau kommandiert, wo er die militärische Leitung der Kohlenversorgung der Rüstungsindustrie übernahm. Bis Ende 1919 war er im Demobilmachungsministerium und beim Reichskommissar für die Kohlenverteilung tätig. In dieser Eigenschaft war er in führender Stellung mit der Kohlenversorgung des Nachkriegsdeutschlands befasst.
Ende 1919 schied Köngeter aus der AG Lauchhammer aus und übernahm die Geschäftsführung des aufgrund des Kohlenwirtschaftsgesetzes von 1919 gebildeten Reichskohlenrates, einen Posten, den er bis 1921 innehaben sollte. Von April 1921 bis Mitte 1927 fungierte Köngeter als Generaldirektor des Stumm-Konzerns (Stumm GmbH) in Neunkirchen an der Saar. Sein Wohnsitz befand sich allerdings schon zu dieser Zeit in Düsseldorf. 1927 wurde er Mitglied des Vorstandes der Nordwestlichen Gruppe des Vereins Deutscher Eisen- und Stahlindustrieller sowie Mitglied des Hauptvorstandes des Gesamt-Vereins, Vorstandsmitglied des Vereins zur Wahrung der Gemeinsamen Wirtschaftlichen Interessen in Rheinland und Westfalen und Vorstandsmitglied des Reichsverbandes der Deutschen Industrie. Daneben war er bis 1929 Mitglied der Düsseldorfer Stadtverordnetenversammlung, Mitglied im Industrie-Club Düsseldorf und der Düsseldorfer Industrie- und Handelskammer, stellvertretendes Mitglied und ständiger Sachverständiger des Wirtschaftsenquete-Ausschusses sowie Ehrendoktor.
Als Vertreter der rheinischen Schwerindustrie gehörte Köngeter 1924 bis 1930 über zwei Wahlperioden der Reichstagsfraktion der Deutschen Volkspartei (DVP) an.
Köngeters Sohn war der Architekt Walter Köngeter.

## Schriften
- Das Kohlenwirtschaftsgesetz und der Kohlenhandel. Vortrag Gehalten auf der Hauptversammlung des Centralverbandes am 26. Juni 1920 in Berlin. Berlin 1920.
- Zur Sozialisierung des Bergbaus. Berich. 1920.
- Bericht über die Lage der Kohlenwirtschaft und über die Durchführung des Spa-Abkommens, Erstattet in der Sitzung d. Reichskohlenrates am 14. Okt. 1920. 1920.
- Stand der Arbeiten auf dem Gebiete der Brennstoffersparnis. Bericht an der technischen-wirtschaftlichen Sachverständigenausschuss für Brennstoffverwendung beim Reichskohlenrat. Berlin 1920.
- Niederschrift des Vortrages des Vertreters des Reichskommissars für die Kohlenverteilung über die Kohlenlage, gehalten im Reichswirtschaftsministerium am 8. Juli 1919. Generaldirektor Köngeter als Vertreter des Reichskommissars für die Kohlenverteilung. 1920.
- Nationalwirtschaftliche Aufgaben und Möglichkeiten der Pflanzenzüchtung. Düsseldorf 1934.